# São José da Lapa
São José da Lapa est une municipalité brésilienne de l'État du Minas Gerais et la microrégion de Belo Horizonte.